# Пастель XVI—XIX століть (Ермітаж)

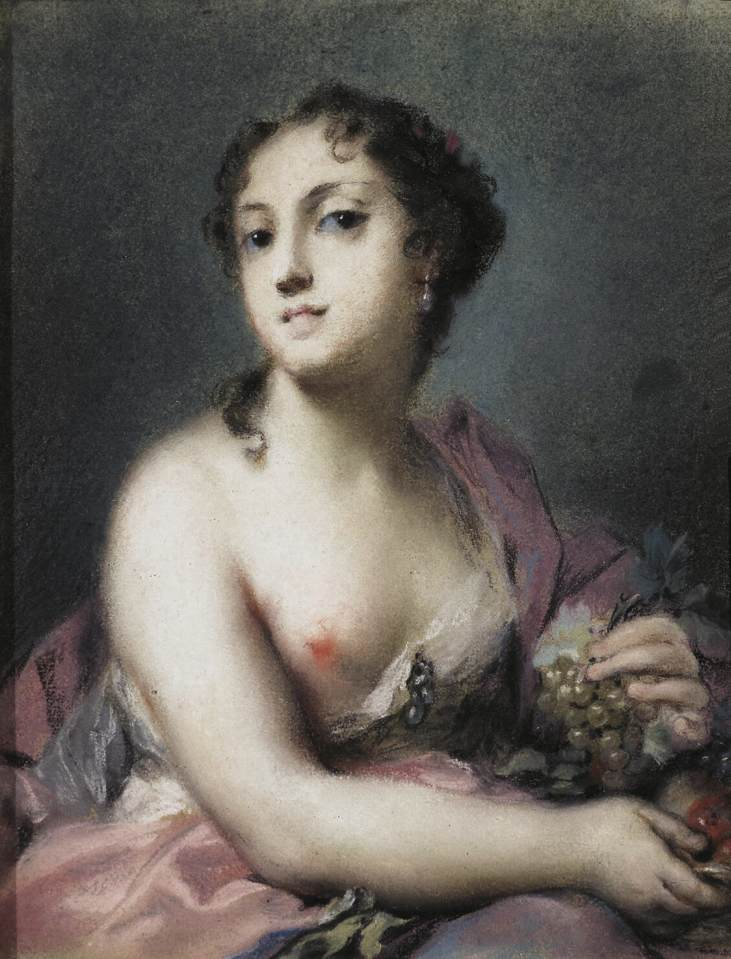
Розальба Кар'єра. «Алегорія осені», Ермітаж.

Пастель XVI—XIX століть (Ермітаж) — колекція творів мистецтва в музеї Ермітаж, виконана в техніці пастелі.

## Характеристика пастелі і вимоги для зберігання
Пастель отримала свою назву від слова «а пастеллю», яким іменували
засіб малювання одночасно чорним італійським олівцем і червоною сангіною, іноді з підфарбовуванням іншими кольоровими олівцями. Пастель відома в Західній Європі з XV століття, часто в XVI столітті нею користувались італійські художники як допоміжним засобом при пошуках композиції, створенні ескізів, малюнків тощо.
Пастель — як назву, використовують як для кольорових крейдяних олівців, так і до самих пастельних творів. У XVI—XVII століттях пастель як художня техніка мала обмежене використання через осипання, бо має слабке поєднання з ґрунтами, необхідність фіксації та високі вимоги до зберігання, котрих не мали малюнки сангіною, олівцями, аквареллю. Папір з пастельним малюнком швидко псується комахами чи вологою та пліснявою, при перевезенні, потребує захисного скла тощо. Фіксація пастелі була настільки проблемною, що ці засоби шукали роками.
Перші друковані відомості про створення пастелей знайдені в книзі професора з міста Ліон Петруса Григоріуса від 1574 року. За період XVI—XVIII століть надруковано низку видань і підручників для художників, як виготовляти пастелі, рецептури сумішей, описи праці та фіксації готових творів.
Тим не менше пастель приваблювала художників і аматорів спрощеною технікою, швидкістю малювання, яскравими кольорами, легкістю виправлення невдалих місць і відсутністю декількох етапів сушки, що мав живопис.
Плутанину викликало і питання систематики — куди віднести пастель, до графіки чи до живопису. Техніка дозволяла робити м'які переходи фарб і живописні ефекти. Водночас в пастелі ніколи не зникали чисто графічні якості — контур, штрихування тощо, що притаманне саме графічним творам. Все це дозволило розташувати пастель на межі технік.

## Художня практика
Пастель часто використовував італійський художник Федеріко Бароччі (1535—1612) як допоміжний засіб створення ескізів та малюнків.
Тип погрудного (і напівпарадного) портрета виник у Франції в XVI столітті як чергова мода аристократичного мистецтва. До створення олівцевих портретів звернулись як фахові художники, так і низка аристократів-аматорів. Метою було створення портрету на згадку, тому часто виконували лише обличчя та частку костюму. Справжні галереї портретів сучасників створили французькі художники Даніель Дюмустьє (1574—1646) та Клод Меллан (1598—1688). Ці твори в одну — три фарби і стануть попередниками пастельних портретів наступних десятиліть. У Франції портретна пастель наприкінці XVII століття набуває значення самостійного роду мистецтва. Але вона часто використовує сталу форму аристократичного парадного портрета або копіює парадні портрети олійними фарбами.
Помітний вплив на художню практику у Франції мало запрошення П'єром Кроза на працю у Париж венеціанської майстрині Розальби Кар'єри та пастелі її роботи. У Франції активно формується стиль рококо і як реакція на важкий варіант пізнього місцевого бароко, і як гонитва за всім модним і новим, і як варіант створення приємного мистецтва для аристократів, головна мета котрого — бути приємним і розважати від нудьги. Легковажний стиль Розальби Кар'єри, позбавлений пафосу і героїки як таких, сприяв появі своєрідного варіанту аристократичного жіночого портрету у Франції. Її художня манера мала помітний вплив як на митців Франції (Франсуа Буше, Жан-Батіст Перроно, частково Шарден), так і на митців, що орієнтувались на тодішнє мистецтво Франції (швед Густав Лундберг (1695—1786), британець Джон Рассел (художник) (1745—1806) та ін.)

## Музейна колекція

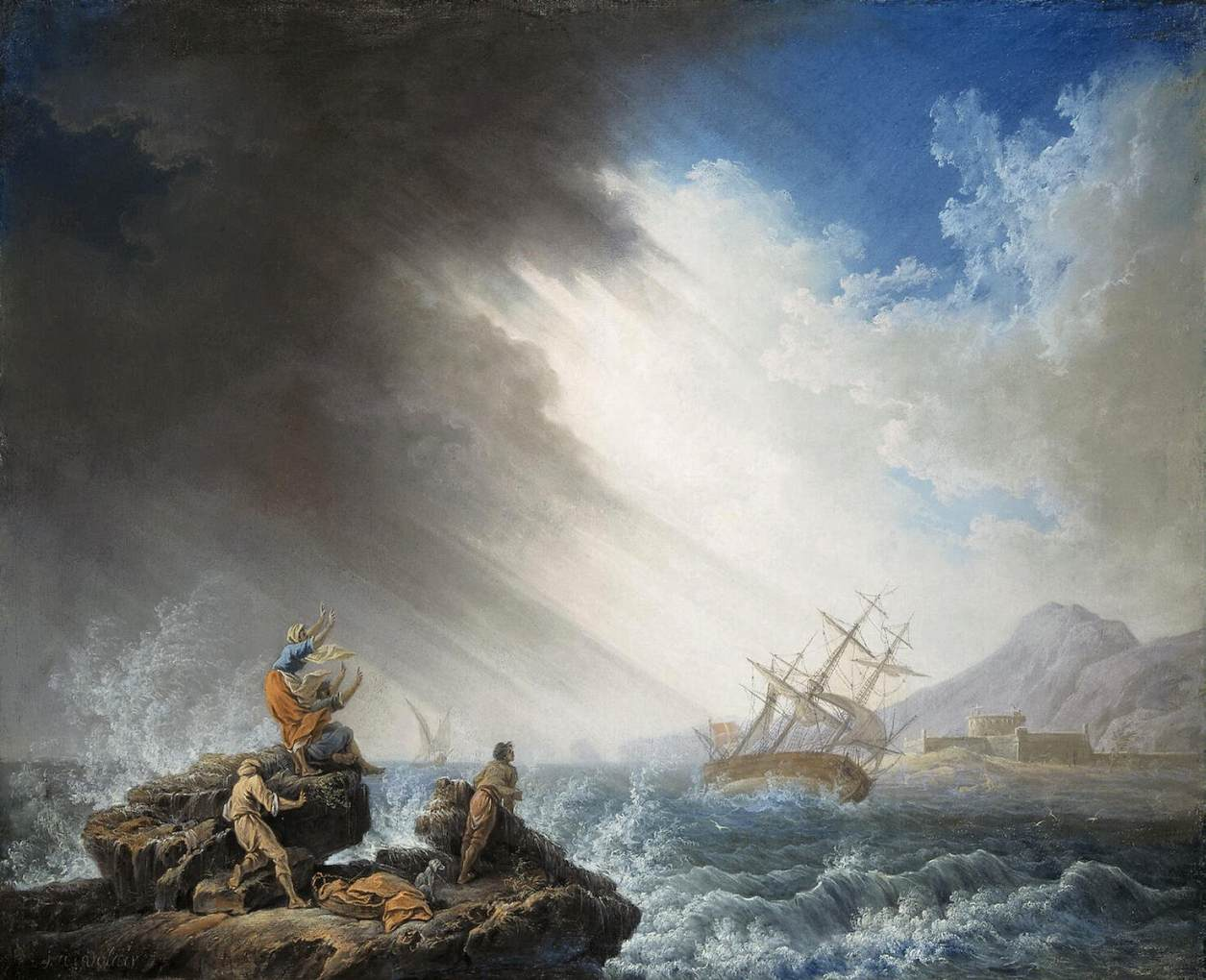
П'єр-Жак Волер. Пастель на папері «Шторм», Ермітаж.

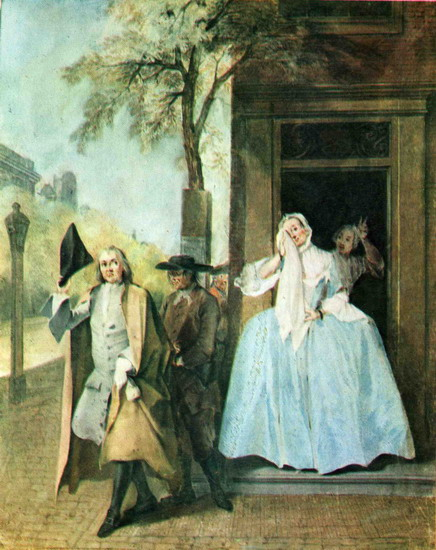
Корнеліс Трост. Сцена з комедії XVIII століття «Притворний сум», пастель на папері, Ермітаж.

Музейна колекція Ермітажу пастелей не мала і не має систематичного характеру. Це сталося через пізнє залучення Росії до світської культури західноєвропейського зразка, надто короткий термін стилю рококо в імперії (на котрий припав період розквіту пастелі у XVIII століття), надання переваги живопису олійними фарбами та друкованій гравюрі, нищення портретів в техніці пастелі від несприятливих умов зберігання та уява про їхню другорядність. В XIX столітті пастель як техніка перебувала в забутті і була відроджена в художній практиці майстрами Франції лише наприкінці XIX століття (Едуар Мане, Едґар Деґа, Анрі Тулуз-Лотрек).
Музейна збірка має самостійні портретні чи сюжетні композиції західноєвропейських художників, твори іноземних митців, що приїздили на працю у Петербург чи Москву, частку творів російських митців та російських аматорів. Другорядність художньої продукції в техніці пастелі обумовила переважну більшість в колекції як портретів, так і малу кількість видатних їх зразків. Низка відомих західноєвропейських художників, що звертались до пастелі, не представлена зовсім. Поодинокими зразками представлені і майстри XVI століття.
В колекцію окрім портретів випадково потрапили також алегорії, сцени з театральних вистав, одиничні пейзажі та поодинокі твори майстрів зламу XIX—XX століть (побутовий жанр).
До XVIII та XIX століть у колекції Ермітажу (періоду значного поширення пастелей, їхньому занепаду у першій половині XIX століття і відродженню наприкінці століття) належать сто п'ятдесят зразків. Серед представлених майстрів — переважно митці Франції, поодинокі зразки належать майстрам Італії, Німеччини, Великої Британії, Нідерландів тощо. Серед імен — Федеріко Бароччі, Розальба Кар'єра, Корнеліс Трост, Джон Рассел (художник), Анна Доротея Тербуш-Лішевська, Антон Рафаель Менгс, Франсуа Буше, П'єр-Жак Волер, Теобальд Мішо, Франц фон Ленбах, Макс Ліберман, Едґар Деґа, Соня Делоне, низка анонімних та другорядних невизначених майстрів.

## Галерея

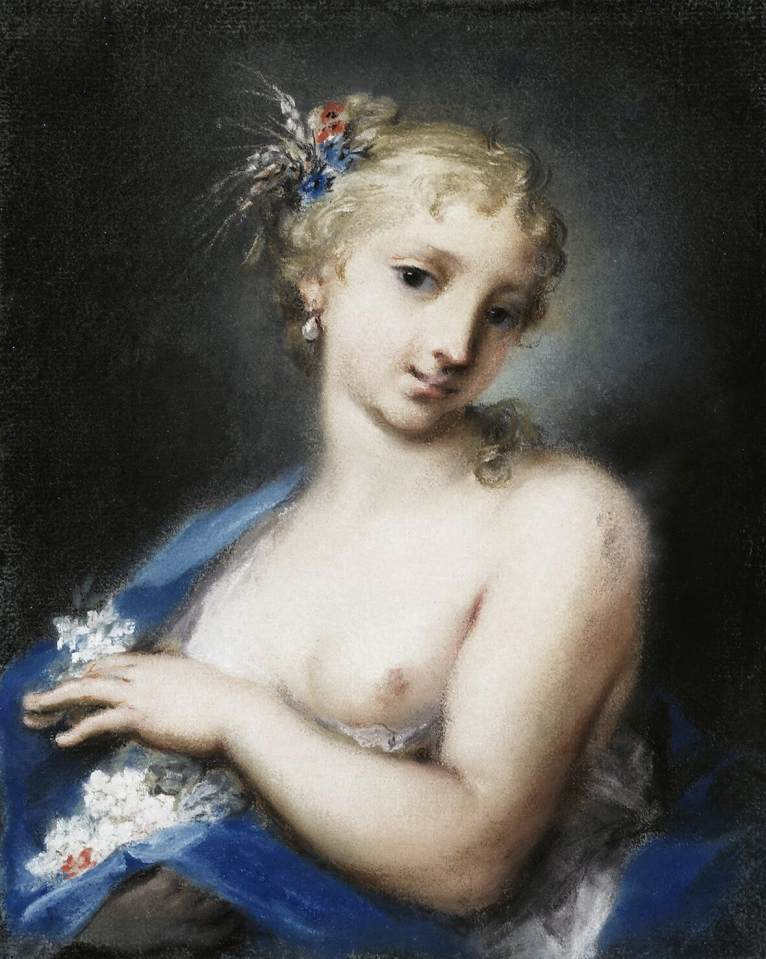
Розальба Кар'єра. «Алегорія Літа», бл. 1725 р., Ермітаж
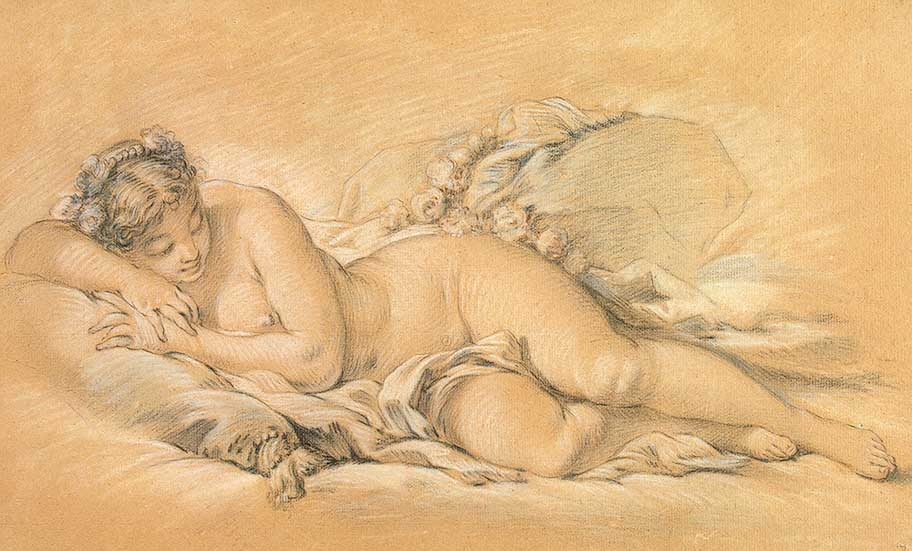
Франсуа Буше. «Штудія оголеної натури», бл. 1760 р., Ермітаж
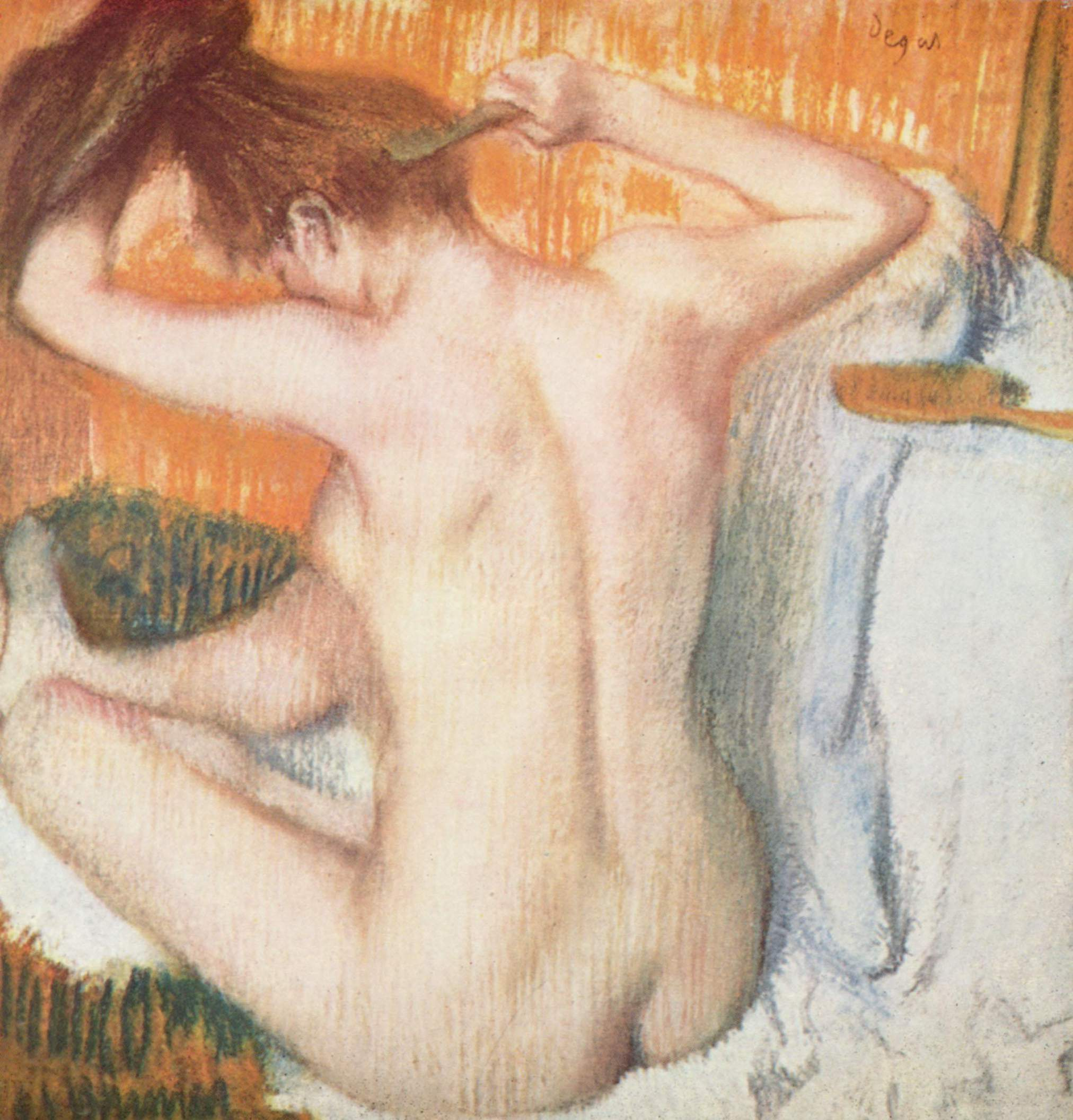
Едгар Дега. «Жінка за туалетом», пастель, бл. 1885 р., Ермітаж

## Майстри пастелі, відомі та другорядні
- Федеріко Бароччі (1535—1612), Італія
- Шарль Лебрен (1619—1690), Франція
- Розальба Кар'єра (1675—1757), Італія-Франція
- Теобальд Мішо (1676—1765)
- Корнеліс Трост (1697—1750), Голландія
- Франсуа Буше (1703—1770), Франція
- Моріс Кантен де Латур (1704—1788)
- Вігіліус Еріксен (1722—1782), Данія
- Джон Рассел, художник (1745—1806), Велика Британія
- Хью Дуглас Гамільтон (1740—1808), Велика Британія
- Йоган Барду (друга половина XVIII ст.), (Швейцарія ?)
- Жан-Мішель Моро-молодший (), Франція
- Жан-Батіст Перроно  (1715—1783), Франція
- Балтазар Деннер (1685—1749)
- Анна Доротея Тербуш-Лішевська (1721—1782), Німеччина
- Жозеф Петіто (1771 — після 1800), Франція
- Йоган Генріх Шмідт (1749—1829)
- Жан де Самсуа (середина XVIII ст.)
- Йозеф Пічмал (1758—1834)
- Йоган Дарбес (1747—1810), Німеччина
- Даніель Каффе (1750—1815)
- Олександр Молінарі (1772—1831)
- Карл Вільгельм Барду (1770 — після 1842)
- Антон Рафаель Менгс (1728—1779), Німеччина-Іспанія
- П'єр Жак Волер (1729—1802), Франція
- Елізабет Віже-Лебрен (1755—1842), Франція
- Ежен Делакруа (1798—1863), Франція
- Іпполіт Робійяр (?— після 1875), Франція
- Франц фон Ленбах (1836—1904), Німеччина
- Фогель фон Фогельштейн (1788—1868), Німеччина
- Едуар Мане (1832—1883), Франція
- Едгар Дега (1834—1917), Франція
- Анрі Тулуз-Лотрек (1864—1901), Франція
- Оділон Редон (1840—1916)
- Фелісьєн Ропс (1833—1898), Бельгія
- Адольф фон Менцель (1815—1905), Німеччина
- Макс Ліберман (1847—1935), Німеччина
- Сєров Валентин Олександрович (1865—1911), Російська імперія
- Соня Делоне (1885—1979)